# Поупа
По́упа (бирм. ပုပ္ပားတောင္‌) — потухший вулкан в Мьянме, видимый при хорошей погоде за 60 км. Высота пика 1518 м. Последнее извержение было в 442 до н. э.
С горы Поупа виден старый город Паган. С другой стороны горы виден глубокий каньон 914 м глубиной. К юго-западу от горы находится скала Таунг-Калат высотой 737 метра, который иногда также называется «гора Поупа». На вершине скалы находится буддийский монастырь.
Гора Поупа считается наиболее известным и мощным святилищем духов (натов) в Мьянме. Большое количество паломников посещают гору Поупа каждый год, особенно во время праздника полнолуния Найон в мае-июне и во время полнолуния Надо в ноябре-декабре.
В Средние века во время этих праздников приносились в жертву тысячи животных. Считается, что при посещении горы Поупа не следует одеваться в красную или чёрную одежду и приносить с собой мясо, чтобы не раздражать натов.
Гора Поупа — оазис, на горе находится более 200 источников, вокруг растёт много деревьев и трав в плодородной вулканической почве.
Лестницу на гору построил буддийский монах У Кханди.

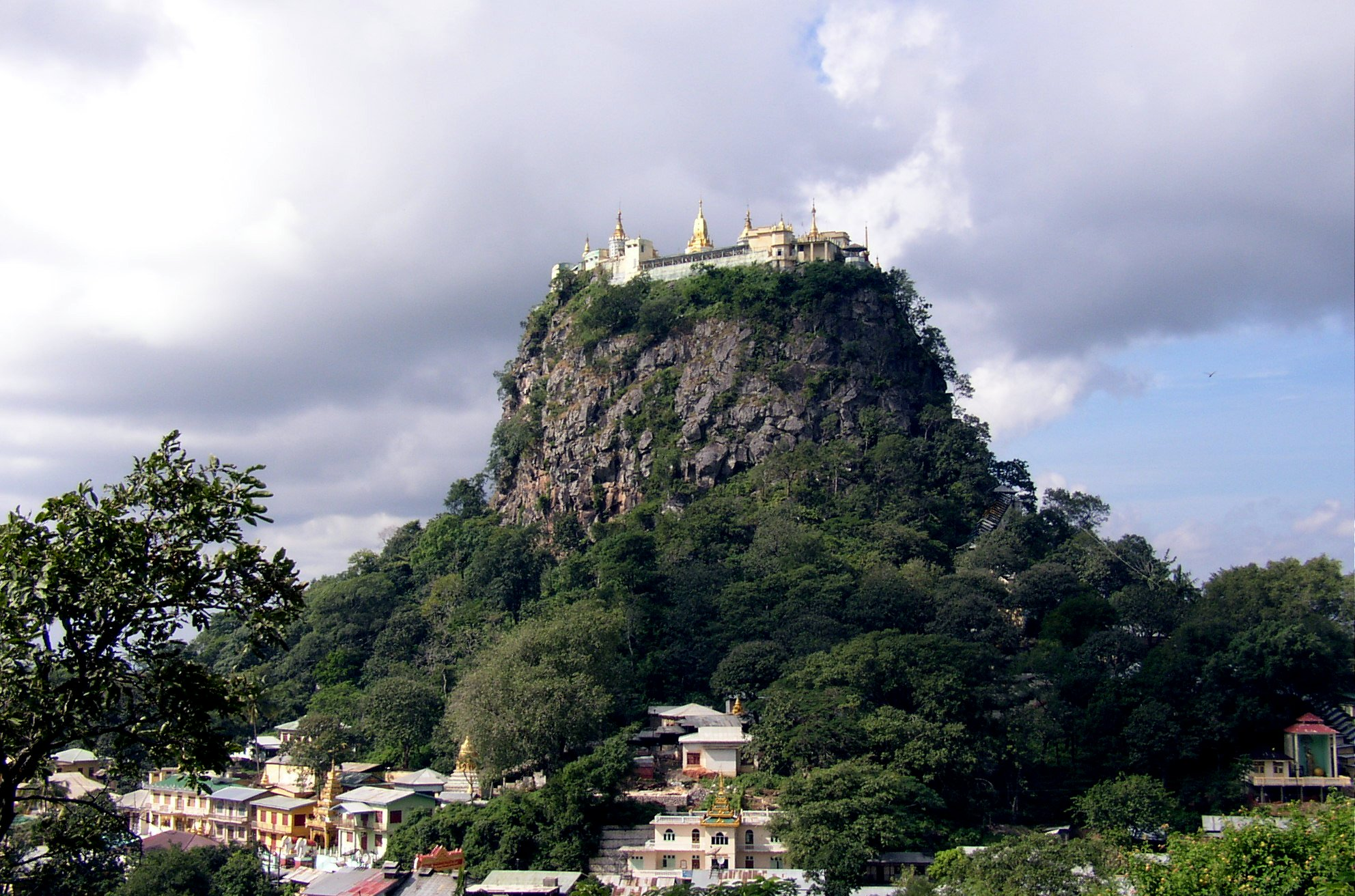
Буддийский монастырь Таунг-Калат
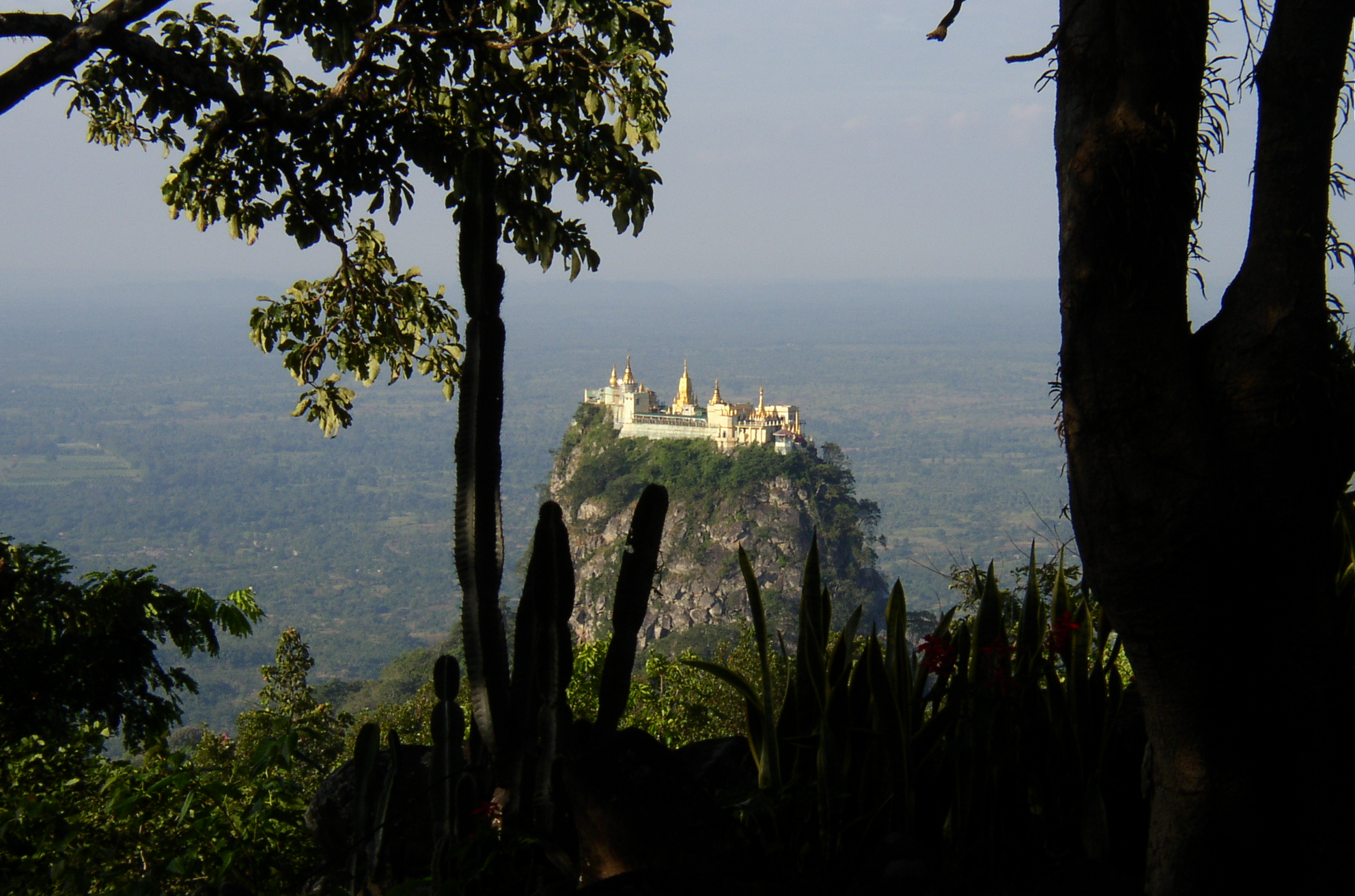
Вид на Таунг-Калат с горы Поупа
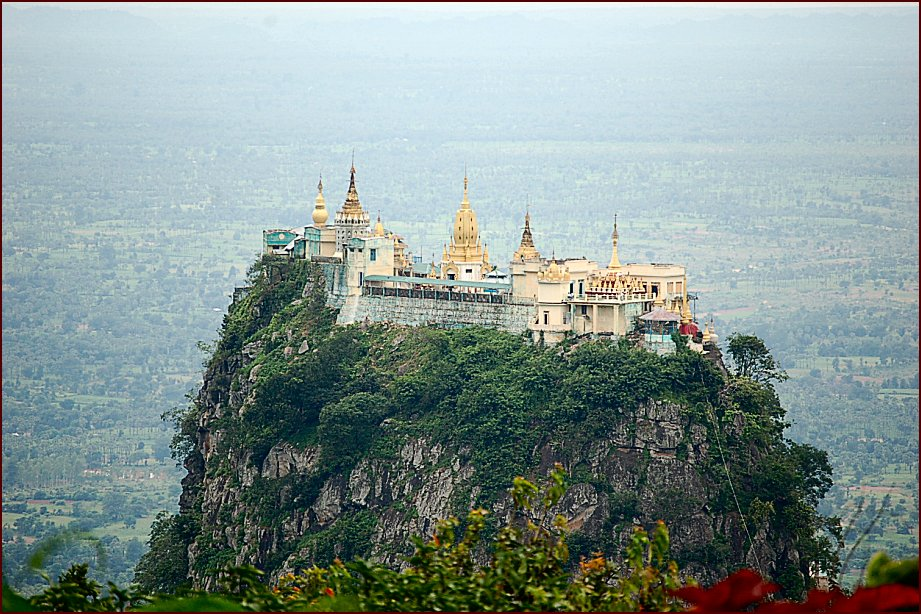